# Jan From
Jan From, född 1955, är en svensk före detta friidrottare (höjdhopp). Han tävlade för IFK Göteborg.